# Supercoppa portoghese 2024 (pallavolo femminile)
La Supercoppa portoghese 2024, 23ª edizione della Supercoppa nazionale femminile di pallavolo, si è svolta il 28 settembre 2024: al torneo hanno partecipato due squadre di club portoghesi e la vittoria finale è andata per la prima volta al Benfica.

## Formula
La formula ha previsto una gara unica.

## Squadre partecipanti
| Squadra | Qualificazione                         |
| ------- | -------------------------------------- |
| Benfica | Vincitrice Primeira Divisão 2023-24    |
| Porto   | Vincitrice Coppa di Portogallo 2023-24 |

## Torneo
| 28 settembre 2024 Pavilhão Santo Tirso, Santo Tirso Durata: 1h:46 - Spettatori: 1 261 | Porto | 1 - 3 | Benfica | 25-16, 19-25, 23-25, 15-25 |